# Titularbistum Theodosiopolis ante Apri
Theodosiopolis ante Apri (ital.: Teodosiopoli di Bulgari) ist ein Titularerzbistum der katholischen Kirche, das vom Papst an Titularerzbischöfe aus der mit Rom unierten Bulgarisch-Katholischen Kirche vergeben wird.
| Titularerzbischöfe von Theodosiopolis ante Apri |                |                                                                                                   |                   |                 |
| Nr.                                             | Name           | Amt                                                                                               | von               | bis             |
| 1                                               | Michail Miroff | Apostolischer Visitator von Konstantinopel der Bulgarisch-Katholischen Kirche (Osmanisches Reich) | 22. Dezember 1906 | 17. August 1923 |